# Vlădeni, Iași

Vlădeni este satul de reședință al comunei cu același nume din județul Iași, Moldova, România.
Centrul administrativ al comunei, localitatea Vlădeni concentrează aproape jumătate din populația întregii comunități administrative (aproximativ 2.000 de locuitori). Localitatea deține peste 100 ha teren intravilan, pe teritoriul ei aflându-se, la intrarea în localitate venind dinspre Iași, stațiile de tratare și epurare a apei (amplasate pe malul Jijiei). În partea de nord există un iaz cu posibilități pentru piscicultură.
Calea ferată ce trece prin Vlădeni leagă orașul Iași de Dorohoi și a fost inaugurată în anul 1888. Gara din Vlădeni, construită la sfârșitul secolului al XIX-lea, este monument de arhitectură. Este dotată cu sală pentru calători, magazie de mărfuri, rampă de incărcare și cinci linii; deservește și comunele vecine: Şipote, Plugari, Trifeşti.

## Istorie
Satul Vlădeni este atestat documentar printr-un uric din 4 aprilie 1581, act prin care Iancu Sasul întărește satul Vlădeni pe Jijia nepoților lui Mihu, Toader și Toma, cât și unui văr Nebojatco, sat cumpărat de bunicii acestora Mihu și Ioan de la Florea, fiul lui Vlad care îl avea în posesie cu privilegiu de la Ștefan voievod cel Bătrân. Există posibilitatea ca de la acest Vlad să provină și denumirea de Vlădeni. Satul este menționat având și loc de moară pe Jijia. Suma cu care a fost achiziționat satul și locul de moară a fost de 63 zloți, la încheierea actului fiind prezenți: Bucium, vornic din Țara de Jos; Iurescul, vornic din Țara de Sus; Nicula, pârcălab de Neamț; Ilea și Giurgea, pârcălab de Roman; Balica, pârcălab de Suceava; Brut, postelnic; Solomon, vistier; Rarici, stolnic și Iani, comis.
Cercetările arheologice efectuate în această zonă în cea de-a doua jumătate a secolului al XX-lea atestă existența vieții umane în această regiune a Moldovei din paleolitic. În cursul cercetărilor din anul 1952 au fost descoperite așchii de silex, răzuitor musterian din silex, cioburi ceramice din La Tène și Hallsttat etc. Tot în arealul satului Vlădeni au fost dezgropate câteva fragmente de amfore romane din secolul al IV-lea d. Hr. sau chiar bizantine (din secolul al V-lea d. Hr.), dar și din secolele al XVII-lea și al XVIII-lea.
În anul 1816 satul Vlădeni (Ținutul Iași, Ocolul Turiei) era moșia vornicului Neculai Hrisoverghie și număra 24 liudi (locuitori considerați de vistierie drept unitate fiscală). Dintre aceștia 6 erau scutiți de dajdie de către vornicul Iordachi Catargiu.
În anul 1820 satul Vlădeni (Ținutul Iași, Ocolul Turiei) era moșia vornicului Iordachi Catargiu și număra 79 de locuitori. Între aceștia sunt amintiți și preoții Ionu și Grigori, cu dascălul Dumitru.
În urma organizării administrativ teritoriale a Moldovei dintre anii 1832-1862, satul Vlădeni din Ținutul Iași este arondat Ocolului Bahlui.
Între anii 1864-1908 satul Vlădeni (alături de satul Iacobeni al comunei Vlădeni de astăzi) a făcut parte din comuna Șipote.